# باتری لیتیم–گوگرد

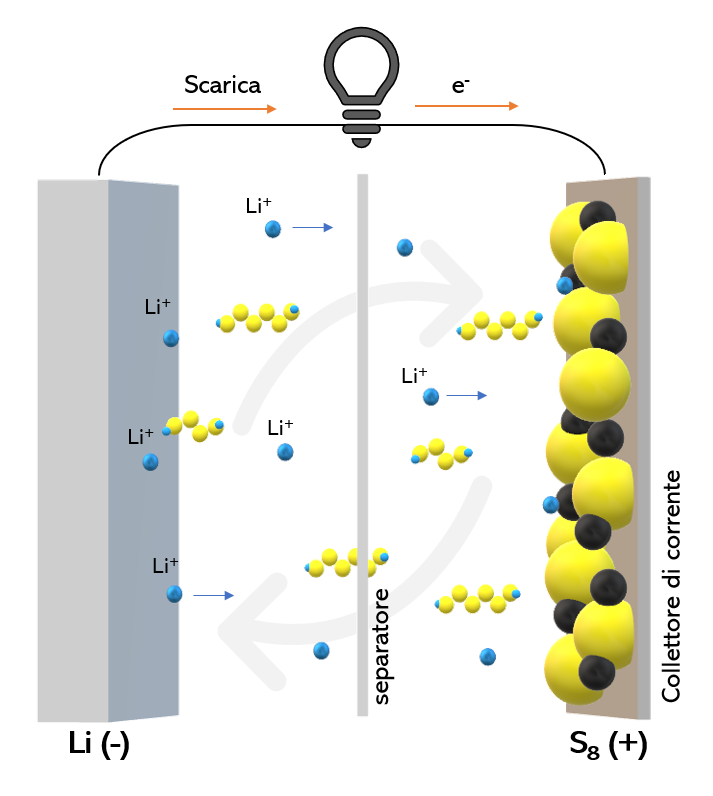
باتری لیتیم-گوگرد یا لیتیم-سولفور (به انگلیسی: Lithium–sulfur battery) (مخفف انگلیسی: Li–S battery) گونه‌ای از باتری‌های قابل شارژ هستند ک

باتری لیتیم-گوگرد یا لیتیم-سولفور (به انگلیسی: Lithium–sulfur battery) (مخفف انگلیسی: Li–S battery) گونه‌ای از باتری‌های قابل شارژ هستند که در آن از آند لیتیمی و کاتد گوگرد برای ذخیره‌سازی الکتریسیته استفاده شده‌است. این نوع باتری‌ها به دلیل چگالی انرژی بالاتر (۵۰۰ W·h/kg) ، وزن کمتر و قیمت کمتر در مقایسه با باتری‌های لیتیم-یون، جایگزین مناسبی برای این نوع باتری‌ها هستند. اگر چه تاکنون به‌طور تجاری تولید و مورد استفاده قرار نگرفته‌اند.